# Teona Strugar Mitevska
Teona Strugar Mitevska (Skopie, 14 de marzo de 1974) es una directora de cine, guionista y activista feminista de Macedonia del Norte. 

## Biografía
Entre los 6 y 12 años, Teona Strugar comienza su carrera como actriz en la televisión y el teatro en Macedonia del Norte. Durante un tiempo estudió diseño gráfico antes de trabajar como directora de arte. A los 17 años se fue de Macedonia, poco después de la fragmentación de la ex-Yugoslavia. En 1998 se mudó a Nueva York para estudiar cine y en 2001 se graduó en el  Tisch School of the Arts, adscrito a la Universidad de Nueva York.
Directora comprometida con el activismo feminista a través de la dimensión artística, se define a sí misma como FEMARTIVISTA.  A favor de una mayor igualdad entre hombres y mujeres en el cine, cita los trabajos de Lucrecia Martel, Claire Denis, Maya Deren, Kira Muratova, Athina Rachel y Ursula Meier como ejemplos de referencia.
Su hermana, la actriz y productora Labina Mitevska, interpreta al personaje de Afrodita en la película de su hijo mayor, Je suis Titov Veles . Vuk Mitevski es especialista en escultura, pintura y diseño gráfico. Desde 2008, también ha trabajado en cine de animación . Juntos, los hermanos crearon en 2001, la productora Sisters and Brother Mitevski Production.

## Carrera profesional
En 2001, Teona Strugar Mitevska hizo su debut como directora con el cortometraje Veta, ganador del Premio Especial del Jurado en la Berlinale.
Su primer largometraje, How I Killed in Saint, se estrenó en el Festival Internacional de Cine de Róterdam en 2004 . La película presenta parte de la vida macedonia en 2001, cuando la ex República Yugoslava evitó la guerra civil con sus ciudadanos albaneses. La historia se basa en el amor de un hermano y una hermana frustrados por diferentes ideas políticas. Filmado en un estilo oculto y voyeurista prácticamente desprovisto de primeros planos, la directora transmite de manera realista la preocupación omnipresente de un país al borde de la guerra civil.

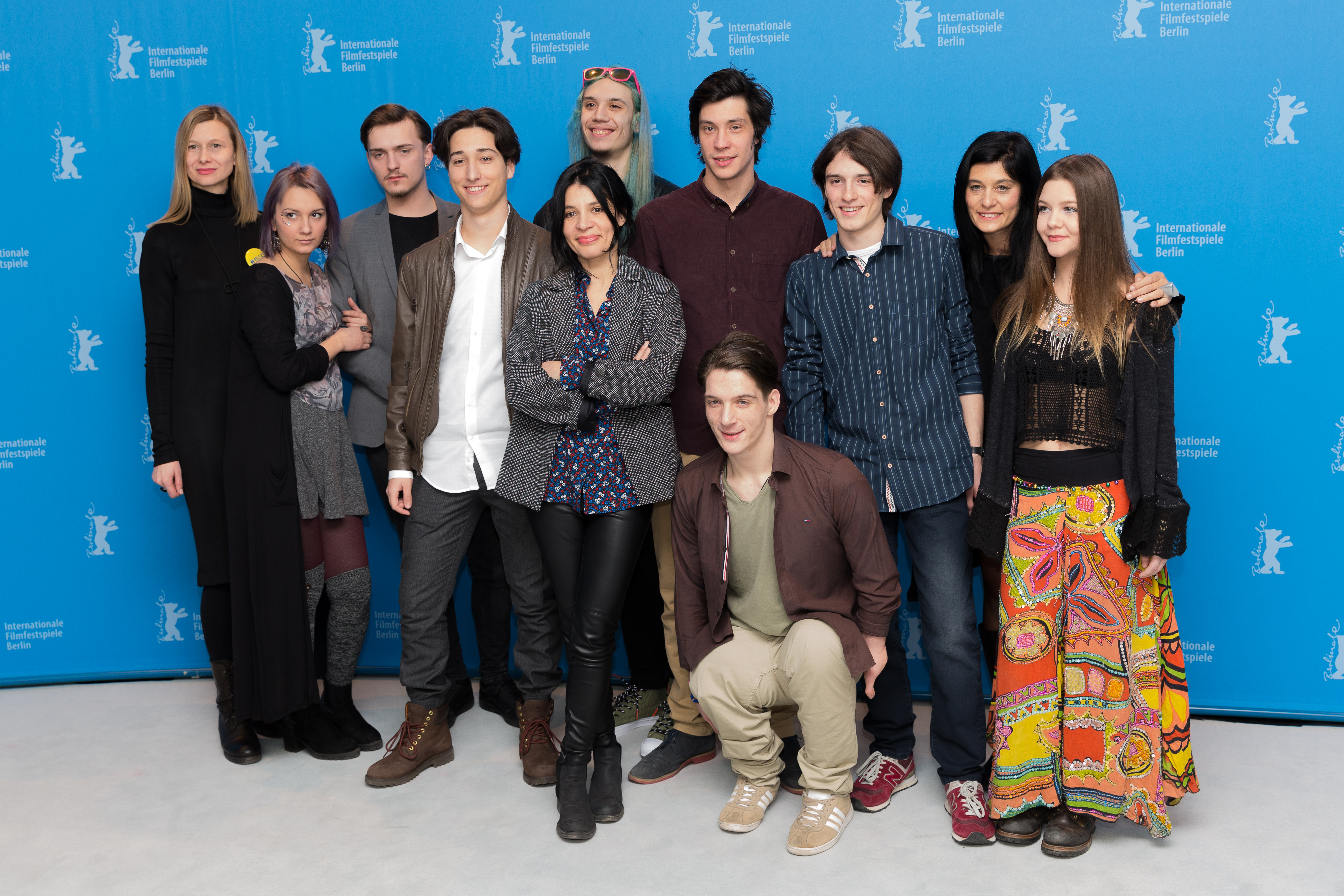
Teona Strugar Mitevska rodeada de sus actores para el estreno mundial de la película Cuando el día no tenía nombre en Berlín, en febrero de 2017.

En 2008, Teona Strugar Mitevska regresa a la Berlinale con Je suis de Titov Veles (soy de Tito Veles). Proyectada en más de 80 festivales en todo el mundo, el largometraje ha ganado casi 20 premios internacionales. Ubicadas en la pintoresca ciudad de Veles, tres hermanas en duelo paterno, intentan escapar del ambiente sofocante de su comunidad. El escenario describe una historia contemporánea de desintegración urbana en Macedonia poscomunista.
En The Woman Who Brushed Off Her Tears, publicado en 2012, Victoria Abril y Labina Mitevska interpretan a dos madres cuyas historias personales y paralelas convergen a pesar de la distancia geográfica.
En 2017 con When the day had no name la directora utiliza como punto de partida un hecho real, el asesinato sin resolver de cuatro adolescentes. La película tiene como objetivo explorar el machismo arraigado, la agresión y las tensiones culturales que están perjudicando a su país. La película se presentó en la sección Panorama del 67.º Festival Internacional de Cine de Berlín
En 2019 estrenó "Dios existe y se llama Petrunya" inspirada en un caso real. Narra la audacia de una mujer disgustada por la falta de oportunidades laborales y sin motivaciones que, de forma alocada, se lanzó a por la cruz arrojada al río por el sacerdote ortodoxo en una competición tradicional anual que se supone está reservada a los hombres. La película fue galardonada con el premio Lux del Parlamento Europeo.

## Filmografía
- 2001 : Veta (Corto metraje)
- 2004 : How I Killed a Saint
- 2009 : Je suis de Titov Veles
- 2012 : The Woman Who Brushed Off Her Tears
- 2017 : When the day had no name
- 2019 : Dios es mujer y se llama Petrunya

## Premios y reconocimientos
Selección: 
- 2001  : Premio Especial del Jurado, Veta, Premio Panorama de la Academia de Cine de Nueva York, Berlinale, Alemania
- 2001  : Premio al Mejor Estudiante de Cine, Veta, Festival Internacional de Cine Molodista de Kiev, Ucrania
- 2007  : Premio especial del jurado, Je suis de Titov Veles, Festival de cine de Sarajevo, Bosnia y Herzegovina
- 2008  : Premio Especial del Jurado, Je suis de Titov Veles, Festival de Cine Europeo de Lecce, Italia
- 2008  : Premio a la mejor película, Je suis de Titov Veles, Festival Internacional de Cine Cine Jove de Valencia, España
- 2008  : Premio a la mejor película, Je suis de Titov Veles, Premio Eastern Panorama, Panorama oriental
- 2008  : Gran Premio del Jurado y Premio al Mejor Director, Je suis de Titov Veles, Festival Internacional de Cine de Alejandría, Egipto
- 2019: premio Lux del Parlamento Europeo con "Dios existe y se llama Petrunya"